# Laurent Guyot
Laurent Guyot (Bourg-la-Reine, 17 dicembre 1969) è un allenatore di calcio, dirigente sportivo ed ex calciatore francese, di ruolo difensore, tecnico dell'Annecy.

## Palmarès

### Giocatore

#### Competizioni nazionali
- Campionato francese: 1

Nantes: 1994-1995